# Outbreak Festival
Outbreak Festival es un festival inglés de hardcore punk y una empresa de promoción de conciertos fundada por Jordan Coupland y Lee Follows en 2011. Comenzando en el Broomhall Centre en Sheffield, el festival ha cambiado de sede entre varios lugares y ciudades a lo largo de su existencia: se celebró en Leeds desde 2012 hasta 2019, en el The Well (2012), The Vox (2013–2014) y Canal Mills (2015–2019); y en Manchester desde 2022, en el Bowlers Exhibition Centre (2022, 2024) y Depot Mayfield (2023). Para su edición 2025, el festival sumó una sede en Londres gracias a su fusión con el Lido Festival, celebrándose en el Victoria Park. A lo largo de sus 13 años de historia, el festival se ha convertido en uno de los eventos más destacados del hardcore punk en el Reino Unido, albergando a los actos más importantes del género tanto nativos como internacionales, incluyendo a Gorilla Biscuits, Terror, Turnstile, entre otros.

## Ediciones
| Outbreak Festival             | Outbreak Festival         | Outbreak Festival |
| ----------------------------- | ------------------------- | ----------------- |
| Fecha                         | Lugar                     | Ciudad            |
| 10 de septiembre de 2011      | Broomhall Centre          | Sheffield         |
| 8 de enero de 2012            | The Well                  | Leeds             |
| 22 y 23 de septiembre de 2012 | The Well                  | Leeds             |
| 29 de septiembre de 2012      | Külturbahnof              | Jülich            |
| 14 y 15 de septiembre de 2013 | VOX                       | Leeds             |
| 13 de abril de 2014           | VOX                       | Leeds             |
| 3 de mayo de 2015             | Canal Mills               | Leeds             |
| 30 de abril de 2016           | Canal Mills               | Leeds             |
| 8 de mayo de 2016             | Canal Mills               | Leeds             |
| 29 y 30 de abril de 2017      | Canal Mills               | Leeds             |
| 16 y 17 de junio de 2018      | Canal Mills               | Leeds             |
| 28 de abril de 2019           | Canal Mills               | Leeds             |
| 24, 25 y 26 de junio de 2022  | Bowlers Exhibition Centre | Mánchester        |
| 23, 24 y 25 de junio de 2023  | Depot Mayfield            | Mánchester        |
| 28, 29 y 30 de junio de 2024  | Bowlers Exhibition Centre | Mánchester        |
| 27 de octubre de 2024         | Bowlers Exhibition Centre | Mánchester        |
| 14 y 15 de junio de 2025      | Bowlers Exhibition Centre | Mánchester        |
| 13 de junio de 2025           | Victoria Park             | Londres           |

## Outbreak Fest Sheffield 2011
La primera edición de Outbreak Festival se llevó a cabo el 10 de septiembre de 2011 en el Broomhall Centre de Sheffield. El evento fue fundado por Jordan Coupland, de tan solo catorce años, junto a Lee Follows, y se organizó de forma completamente independiente bajo una filosofía DIY (hazlo tú mismo). El festival, concebido como un espacio comunitario sin personal de seguridad ni auspiciadores, permitió el ingreso de bebidas por parte del público y llamó a los asistentes a respetar tanto el recinto como el entorno residencial. A pesar de su modesta escala, el evento marcó el inicio de lo que con el tiempo se consolidaría como uno de los festivales de hardcore punk más influyentes del Reino Unido.
| Outbreak Fest Sheffield 2011 |
| --- |
| Brutality Will Prevail Deal With It Fastpoint Hang the Bastard Broken Teeth By My Hands Bays Cornered Crossbreakers Wayfarer Ironclad Wardogs Final Rage Think Twice Iron x Curtain |

## Outbreak Fest 2012
La segunda edición de Outbreak Festival se realizó el 8 de enero de 2012 en The Well, un reconocido local de música en vivo ubicado en Leeds. El traslado desde Sheffield respondió a motivos logísticos y legales, ya que el Broomhall Centre, sede de la primera edición, no contaba con licencia para eventos musicales, lo que implicaba el riesgo de clausura por parte de las autoridades. Según declaró Jordan Coupland, uno de los fundadores, The Well fue elegido por su accesibilidad, reputación dentro de la escena hardcore y por tener un valor personal, al haber sido el lugar donde presenció su primer concierto del género. Esta edición reafirmó la intención del festival de consolidarse como un evento recurrente y profesional dentro del circuito del hardcore punk británico.
| Outbreak Fest 2012 |
| --- |
| Harm's Way Brutality Will Prevail Dead End Path New Morality Broken Teeth Breaking Point Wayfarer Guilty Final Rage Iron X Curtain Survival Splitcase Speak Up |